# Мак-Лауд 1
Мак-Лауд 1 (англ. McLeod Lake 1) — індіанська резервація в Канаді, у провінції Британська Колумбія, у межах регіонального округу Фрейзер-Форт-Джордж.

## Населення
За даними перепису 2016 року, індіанська резервація нараховувала 87 осіб, показавши зростання на 19,2%, порівняно з 2011-м роком. Середня густина населення становила 8,5 осіб/км².
З офіційних мов обидвома одночасно не володів жоден з жителів, тільки англійською — 85. Усього 5 осіб вважали рідною мовою не одну з офіційних, з них усі — одну з корінних мов.
Працездатне населення становило 73,3% усього населення, усі були зайняті.

## Клімат
Середня річна температура становить 2,7°C, середня максимальна – 19,1°C, а середня мінімальна – -17°C. Середня річна кількість опадів – 667 мм.
| Клімат поселення                              | Клімат поселення | Клімат поселення | Клімат поселення | Клімат поселення | Клімат поселення | Клімат поселення | Клімат поселення | Клімат поселення | Клімат поселення | Клімат поселення | Клімат поселення | Клімат поселення | Клімат поселення |
| Показник                                      | Січ.             | Лют.             | Бер.             | Квіт.            | Трав.            | Черв.            | Лип.             | Серп.            | Вер.             | Жовт.            | Лист.            | Груд.            |                  |
| Середній максимум, °C                         | −4,3             | −1,15            | 3,62             | 9,71             | 14,97            | 19,08            | 18,12            | 17,34            | 12,71            | 7,03             | −0,91            | −5,82            |                  |
| Середня температура, °C                       | −10,65           | −7,5             | −2,74            | 3,36             | 8,61             | 12,73            | 14,84            | 14,05            | 9,44             | 3,77             | −4,2             | −9,11            |                  |
| Середній мінімум, °C                          | −17              | −13,86           | −9,09            | −2,99            | 2,26             | 6,37             | 11,55            | 10,78            | 6,15             | 0,48             | −7,48            | −12,38           |                  |
| Норма опадів, мм                              | 71               | 49               | 40               | 26               | 45               | 65               | 65               | 53               | 54               | 67               | 66               | 66               |                  |
| Середньомісячна швидкість вітру, м/с          | 1.90             | 2.00             | 2.20             | 2.30             | 2.30             | 2.20             | 2.02             | 1.90             | 1.96             | 2.20             | 2.10             | 2.00             |                  |
| Середньомісячна сонячна радіація, кДж/м²·день | 2330             | 5203             | 10272            | 15350            | 19091            | 20752            | 20355            | 17021            | 11185            | 5818             | 2641             | 1597             |                  |
| --------------------------------------------- | ---------------- | ---------------- | ---------------- | ---------------- | ---------------- | ---------------- | ---------------- | ---------------- | ---------------- | ---------------- | ---------------- | ---------------- | ---------------- |
| Джерело:                                      |                  |                  |                  |                  |                  |                  |                  |                  |                  |                  |                  |                  |                  |